# 올림픽 키프로스 선수단
올림픽 키프로스 선수단은 키프로스를 대표하여 올림픽에 참가하는 선수단이다. 키프로스는 1980년부터 개최된 모든 올림픽에 선수단을 파견했다. 키프로스는 파블로스 콘타이드(Pavlos Kontides)가 남자 레이저 항해 종목에서 은메달을 획득하면서 2012년 하계 올림픽에서 첫 올림픽 메달을 획득했다. 2008년 올림픽에서 안토니스 니콜라이디스가 남자 스키트 동메달 결정전에서 패하면서 아슬아슬한 상황을 겪었다. 키프로스 출신 최초의 현대 올림픽 선수는 실제로 1896년 그리스 국기를 달고 경기에 나섰던 아나스타시오스 안드레우(Anastasios Andreou)였다. 당시 키프로스는 영국의 식민지였다.
키프로스 공화국의 깃발 아래 경쟁할 수 없거나 경쟁할 의사가 없는 튀르키예어를 사용하는 키프로스인은 다른 국가인 터키 공화국을 대표하여 경기에 참가하지 못한다. 그 이유는 북키프로스 터키 공화국이 어떤 주요 권위 기관으로부터도 국제적으로 인정받지 못하기 때문이다. (IOC 포함) 올림픽위원회가 존재하지 않는다. 따라서 모든 키프로스 올림픽 선수들은 키프로스 공화국의 이름과 국기 아래에서 경기에 참가해야 한다.

## 같이 보기
- 분류:키프로스의 올림픽 참가 선수